# Pilea balansae
Pilea balansae är en nässelväxtart som beskrevs av François Gagnepain. Pilea balansae ingår i släktet pileor, och familjen nässelväxter. Inga underarter finns listade i Catalogue of Life.